# The Magdalene Sisters
Pour plus de détails, voir Fiche technique et Distribution.
The Magdalene Sisters est un film dramatique irlando-britannique de Peter Mullan sorti en 2002. Ce film dramatique évoque l'enfermement de femmes dans un couvent irlandais, il a reçu le Lion d'or à Venise.

## Synopsis
Le film se déroule en Irlande, dans le comté de Dublin, en 1964. 
Lors d'un mariage, Margaret est violée par son cousin. La honte s'abat sur toute la famille. Au petit matin, le curé de la paroisse vient chercher Margaret.
Bernadette est pensionnaire dans un orphelinat. En grandissant, devenue jolie, elle suscite la convoitise des jeunes gens du quartier. Considérant que sa nature et son caractère la destinent au pire, la direction de l'orphelinat la confie alors à l'unique institution susceptible de la maintenir dans le droit chemin.
Rose, qui n'est pas mariée, vient de donner naissance à un petit garçon. Séparée de son bébé, elle est emmenée au couvent des sœurs de Marie-Madeleine.
Les trois jeunes femmes sont immédiatement confrontées à Sœur Bridget, qui dirige l'établissement et leur explique comment, par la prière et le travail, elles expieront leurs pêchés et sauveront leur âme. Telles Marie-Madeleine lavant les pieds du Christ, c'est en lavant le linge de l'Église irlandaise et de la bonne société que ces femmes se laveront de leurs péchés en travaillant comme des esclaves, battues, humiliées, mal nourries, jusqu'en 1996,.

## Fiche technique
- Titre original : The Magdalene Sisters
- Titre français : The Magdalene Sisters
- Titre québécois : Les sœurs Madeleine
- Réalisation : Peter Mullan
- Scénario : Peter Mullan, inspiré du documentaire Sex in a Cold Climate de Steve Humphries (1998)
- Musique : Craig Armstrong
- Direction artistique : Caroline Grebbell, Jean Kerr
- Décors : Mark Leese
- Costumes : Trisha Biggar
- Photographie : Nigel Willoughby
- Son : David Donaldson
- Montage : Colin Monie
- Production : Frances Higson
- Production déléguée : Ed Guiney, Andrea Occhipinti, Rod Stoneman, Paul Trijbits
  - Production exécutive : Paddy Higson
  - Co-Production : Alan J. Wands
- Sociétés de production : 
  -  Scottish Screen (en), Scottish Film Council, PFP Films, Momentum Pictures (en)
  -  Irish Film Board (en)
- Société de distribution :  Mars Distribution
- Pays de production :  Royaume-Uni,  Irlande
- Langue originale : anglais
- Format : couleur — 35 mm — 1,85:1 — son Dolby
- Genre : Film dramatique
- Durée : 114 minutes
- Dates de sortie : 
  - Italie : 30 août 2002 (Mostra de Venise)
  - Canada : 12 septembre 2002 (Toronto International Film Festival)
  - Irlande : 6 octobre 2002 (Cork International Film Festival)
  - Royaume-Uni : 9 novembre 2002 (London Film Festival)
  - France : 5 février 2003

## Distribution
- Geraldine McEwan (VQ : Diane Arcand) : Sœur Bridget
- Anne-Marie Duff (VQ : Marie-Josée Normand) : Margaret
- Nora-Jane Noone (VQ : Manon Arsenault) : Bernadette
- Dorothy Duffy (en) (VQ : Charlotte Bernard) : Rose/Patricia
- Eileen Walsh (VQ : Isabelle Leyrolles) : Crispina/Harriet
- Mary Murray (VQ : Christine Bellier) : Una
- Britta Smith (VQ : Louise Rémy) : Katy
- Frances Healy : Sœur Jude
- Eithne McGuinness : Sœur Clementine
- Phyllis MacMahon : Sœur Augusta
- Rebecca Walsh : Josephine
- Eamonn Owens : Eamonn, le frère de Margaret
- Chris Simpson : Brendan
- Sean Colgan : Seamus
- Daniel Costello : Père Fitzroy
- Peter Mullan : Mr. O'Connor

## Commentaires
- C'est le film Les Cloches de Sainte-Marie, réalisé par Leo McCarey en 1945, qui est projeté aux filles du couvent.

## Couvents de la Madeleine
Le film est directement inspiré de l’histoire des couvents de la Madeleine. Dans ces établissements, créés en Irlande au XIXe siècle, les jeunes filles, considérées comme perdues par leurs familles, étaient placées pour expier et racheter leurs péchés. Elles comptaient parmi elles des femmes violées, des jeunes filles mères, des orphelines et d'autres qui étaient un peu trop jolies, un peu trop coquettes.

## Polémique
Lorsque le film a été récompensé du Lion d'or à Venise, le quotidien pontifical Osservatore Romano s’est élevé contre ce qu’il a vu comme un brûlot anticlérical à la vision manichéenne. Peter Mullan a déclaré que le film « n'était pas dirigé contre l’Église ».

## Distinctions
- Mostra de Venise 2002 : Lion d'or[6].

### Documentaire
- Sex in a Cold Climate : un documentaire de 1998 réalisé par Steve Humphries, interviews de quatre survivantes de couvents de la Magdalene, visible sur YouTube
  - Interview n° 1
  - Interview n° 2
  - Interview n° 3
  - Interview n° 4